# Suillus salmonicolor
Suillus salmonicolor là một loại nấm thuộc họ Suillaceae trong bộ Boletales. Đầu tiên được mô tả như là một thành viên của giống Boletus vào năm 1874, loài nấm này có nhiều đồng nghĩa, bao gồm suillus pinorigidus và suillus subluteus, trước khi nó được gán tên nhị thức hiện tại của nó vào năm 1983. Nó đã không được xác định một cách chắc chắn cho dù S. salmonicolor là khác biệt các loài S. cothurnatus, được mô tả bởi Rolf Singer vào năm 1945. S. salmonicolor là một loại nấm cộng sinh, nghĩa rễ nó hình thành một mối liên hệ cộng sinh với rễ cây mà cả các sinh vật có lợi từ việc trao đổi chất dinh dưỡng. cộng sinh này xảy ra với các loài thông, quả thể xuất hiện rải rác hoặc trong các nhóm trên mặt đất gần cây. Các loại nấm được tìm thấy ở Bắc Mỹ (bao gồm cả Hawaii), Châu Á, vùng Caribbean, Nam Phi, Úc và Trung Mỹ. Nó đã được giới thiệu đến một số trong những địa điểm qua cây ghép.